# Magnetfischen

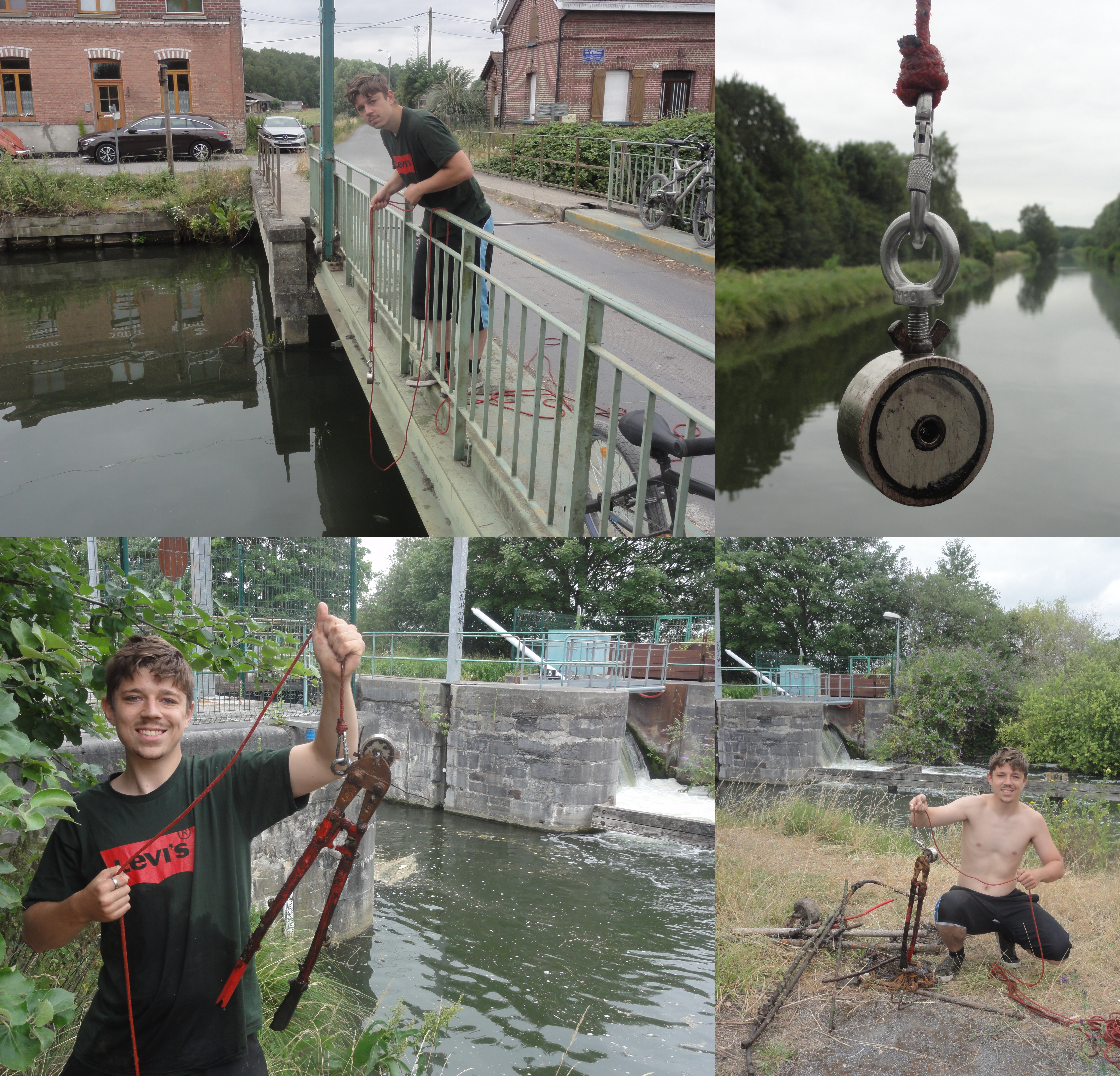
Magnetfischen, Lallaing.

Magnetfischen, auch Magnetangeln, bezeichnet die Suche nach ferromagnetischen Gegenständen, meist mit einem aus einer Neodym-Eisen-Bor-Legierung bestehenden Dauermagneten, in Gewässern.
Dabei wird der Magnet meistens mittels einer Schnur oder einem Seil befestigt und wiederholt ins Wasser geworfen.

## Rechtliche Situation

### Deutschland
Die rechtliche Situation in Deutschland ist umstritten. Nicht endgültig geklärt ist, ob der eigentliche Akt des Magnetfischens illegal ist oder nur das Mitnehmen von gefundenen Objekten.
In Hamburg fällt das Magnetangeln nicht unter den erlaubnisfreien Gemeingebrauch der Gewässer, sondern ist eine genehmigungspflichtige Sondernutzung. Gleiches gilt für die meisten Bundesländer.
Funde zählen zu den beweglichen Bodendenkmalen. Allgemein liegt der Denkmalschutz im föderalen Deutschland in der Verantwortung der Länder. Der Schutz kulturellen Erbes umfasst in der Regel auch Bodendenkmäler unter Wasser oder in Gewässern. Alle deutschen Bundesländer verfügen über ein Schatzregal. Sollte ein bewegliches Bodendenkmal gefunden werden, wird es mit der Auffindung Eigentum des jeweiligen Bundeslandes. Der Finder unterliegt einer Anzeigepflicht nach allen Landesdenkmalschutzgesetzen. So schreibt beispielsweise § 11 Abs. 2 des Brandenburgischen Denkmalschutzgesetzes vor, dass der Entdecker, der Verfügungsberechtigte des Gewässers sowie der Leiter der Arbeiten, bei denen der Fund entdeckt wurde, eine Fundanzeige zu erstatten haben.

### Frankreich
Die Regeln für die Magnetfischerei sind die gleichen wie für die Erkennung von vergrabenen Objekten:

„Niemand darf Geräte zum Aufspüren metallischer Gegenstände bei der Suche nach Denkmälern und Gegenständen von prähistorischem, geschichtlichem, künstlerischem oder archäologischem Interesse verwenden, ohne zuvor eine behördliche Genehmigung eingeholt zu haben, die nach der Qualifikation des Antragstellers sowie nach der Art und den Modalitäten der Suche erteilt wurde.“

### Österreich
Magnetfischen ist in Österreich generell verboten.

## Umwelt
Obwohl Magnetfischen in den meisten Fällen zu einem saubereren Gewässer beiträgt, kann es auch schädlich sein. So kann man dem biologischen Gleichgewicht schaden, wenn man zu Laichzeiten Magnetfischen betreibt. Dies gilt besonders für Gewässer mit bedrohten Arten.

## Gefahren
Immer wieder werden beim Magnetfischen Kampfmittel wie Munition oder Waffen, die in der Regel aus dem Ersten und Zweiten Weltkrieg stammen, geborgen. Durch Rost oder Verschmutzungen sind diese für Laien häufig nicht auf den ersten Blick als solche erkennbar und bergen ein starkes Gefährdungspotential. Die Hamburger Umweltbehörde warnt daher vor dem Magnetangeln und bezeichnet es als „gefährliches Hobby“.